# 中央人民政府駐香港特別行政區聯絡辦公室
中央人民政府驻香港特别行政区联络办公室（英語：Liaison Office of the Central People's Government in the Hong Kong Special Administrative Region），簡稱香港中联办或中央政府駐港联络办，是中华人民共和国中央人民政府（国务院）在香港特別行政區的派出機構，与中共中央香港工作委员会是一个机构两块牌子。
前身為1947年5月成立的新华通讯社香港分社。2000年1月18日重組后，原新华社香港分社除新闻以外的业务整合组建香港中联办。中聯辦大樓正式名稱為西港中心，位於西營盤干諾道西160號，與西區警署相隔一街。因為此機構位處西環，故此部分香港媒體、民主派人士以至建制派人士都會以「西環」借代之。另外，中聯辦在上環信德中心、九龍觀塘宏基資本大廈22樓及荃灣楊屋道88號Plaza88 38樓及39樓分別設有香港島、九龍和新界工作部。
香港中联办是中央人民政府駐香港的四個機構之一，另三个分別是外交部駐香港特別行政區特派員公署（負責香港外交事務）、解放軍駐香港部隊（負責香港防務）和中央驻港国家安全公署（負責香港國安事務）。中聯辦在中国内地設有三個辦事處，分別是廣東聯絡部（地點位於廣州）、深圳联络部及北京辦事處。

## 歷史

### 新華社香港分社时期

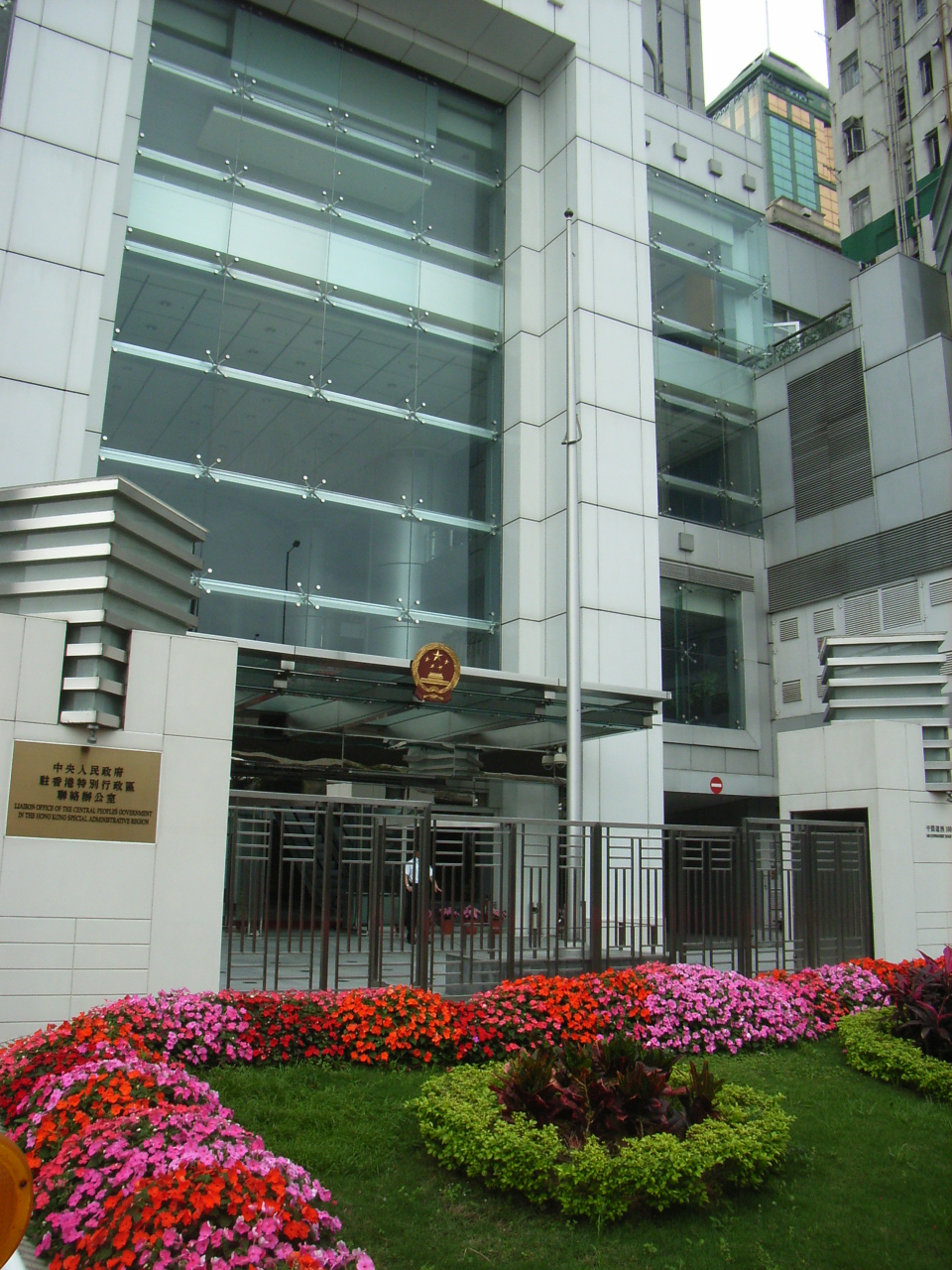
香港中联办北大门

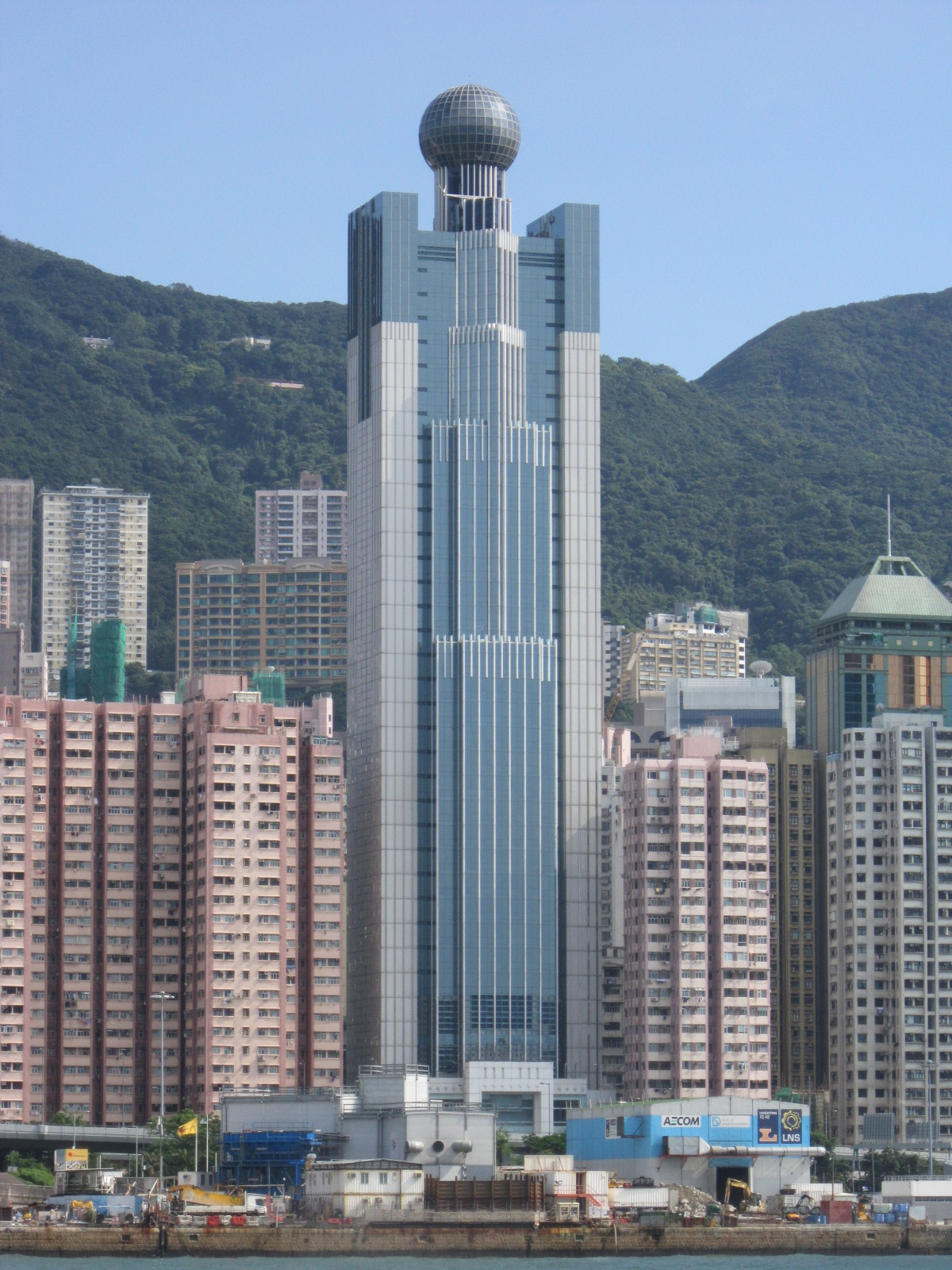
香港中聯辦大樓西港中心

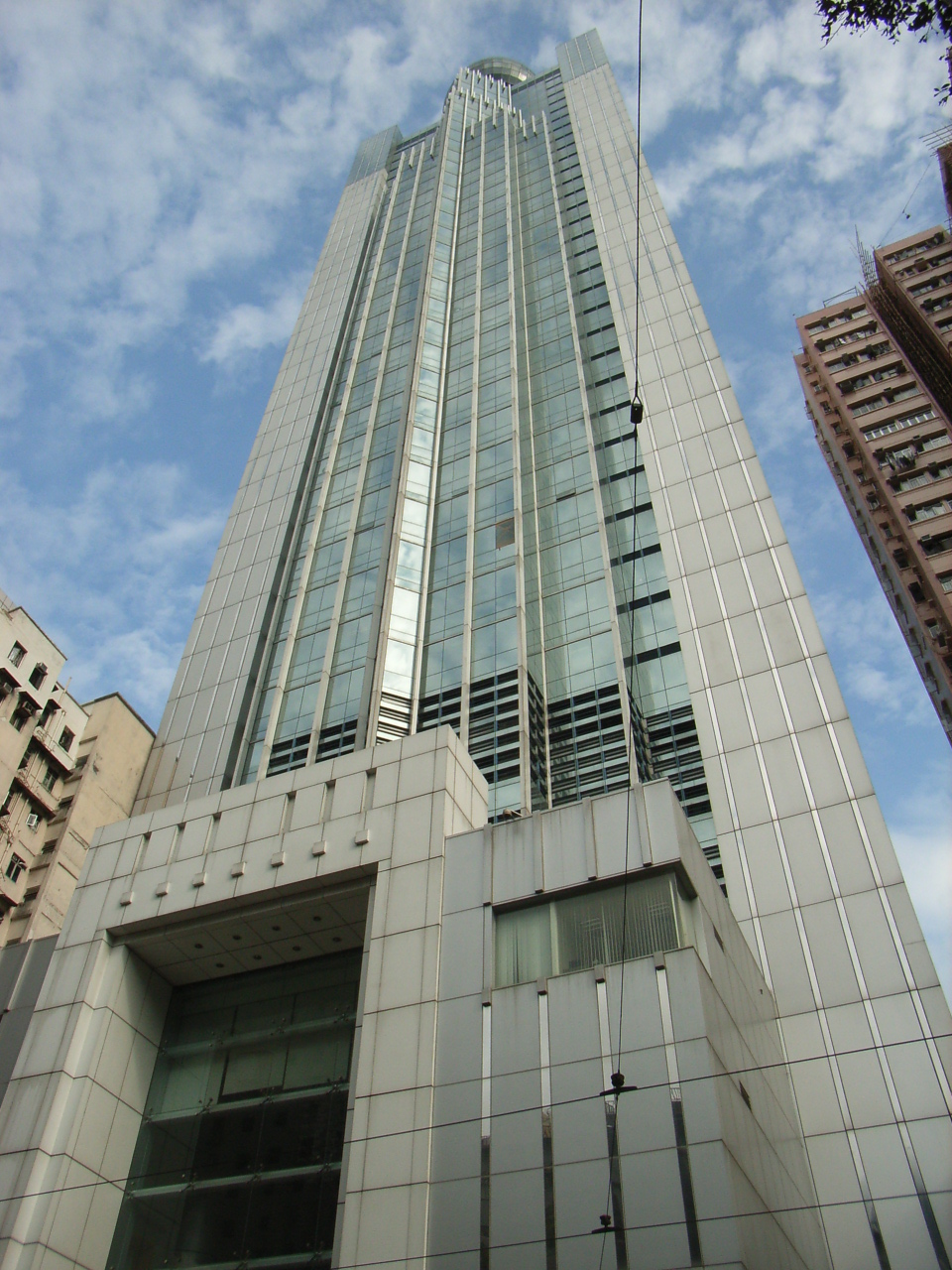
香港中联办南大门

香港中聯辦的前身是新華通訊社香港分社，成立於1947年5月，是中共中央派駐香港的機構，同時擔負國家通訊社駐港分支機構的新聞職能，首任社長為中共香港工委書記喬冠華。在香港主權移交之前，該社以中國政府駐香港最高代表機構的身份，與殖民地香港政府進行聯繫。
1960年代後期，隨著香港形勢的變化，以及與中國内地關係的發展，香港政府遂委派政治顧問負責與新華通訊社香港分社保持聯繫。1978年9月30日，新華通訊社香港分社舉行中華人民共和國國慶招待會，第25任香港總督麥理浩首次參加。自此成為慣例，其後歷任總督每年都出席新華通訊社香港分社舉行的國慶招待會，一直延續到香港主權移交之前。
1997年香港主權移交後，新華通訊社香港分社對原有職能作了適當調整，繼續作為中華人民共和國中央人民政府（國務院）授權的工作機構履行職責。香港特別行政區政府於1999年7月2日在憲報上公佈，新華通訊社香港分社是中央人民政府在香港特區設立的機構之一。

### 香港中聯辦時期
1999年12月28日，根据朱镕基總理主持的第24次國務院常務會議的決定，国务院发布《国务院关于更改新华通讯社香港分社、澳门分社名称问题的通知》，新華通訊社香港分社自2000年1月18日起正式更名為中央人民政府駐香港特別行政區聯絡辦公室，簡稱中聯辦，內地稱中央政府駐港聯絡辦，並通知香港特區政府。至於原新華通訊社香港分社內的新聞業務，將由新華通訊社提請香港特別行政區政府註冊的新华通讯社香港特别行政区分社有限公司承擔。原新華社香港分社正、副社長亦改稱為中聯辦正、副主任。
2000年1月18日，在跑馬地皇后大道東辦公樓正門外懸掛了21年的新華社香港分社銅牌，正式被新的中央人民政府駐香港聯絡辦公室的銅牌所代替，另外原新華通訊社香港分社港島辦事處、九龍辦事處和新界辦事處也相應更名為中央人民政府駐香港特別行政區聯絡辦公室港島工作部、九龍工作部和新界工作部，並於同日分別舉行了掛牌揭幕儀式。
據資料顯示，新華社香港分社早期設立的辦事處位於尖沙咀加拿分道26號，隨後遷至灣仔霎西街5號。其後1970年代初，分社購入跑馬地皇后大道東一座接近完工的酒店改建作為其新辦事處。2001年起，中聯辦由灣仔皇后大道東舊址遷至西環干諾道西西港中心。而跑馬地的舊址已被遠東發展改建成酒店（香港灣仔帝盛酒店）。
2019年7月21日反修例風波期間，中聯辦大樓遭到示威者大肆破壞，包括向國徽投擲雞蛋和墨水彈，拆毀門外的鐵欄，用噴漆塗污閉路電視鏡頭以及在門外和牆上塗鴉，噴上侮辱中央政府的字句。次日，中聯辦職員完成更換國徽，並清洗外牆及地面的塗鴉。
2020年6月23日，全国人大常委会法制工作委员会会同国务院港澳事务办公室、中央人民政府驻香港特别行政区联络办公室，在港举办了12场座谈会，听取香港社会各界对《中华人民共和国香港特别行政区维护国家安全法（草案）》的意见。国务院港澳办副主任张晓明、香港中联办主任骆惠宁、全国人大常委会法工委副主任张勇出席会议。
2021年9月30日至10月10日，中联办主任骆惠宁以及各位副主任等各级干部员工，走进香港979家劏房、公屋、过渡性房屋、居屋和中小商户，听取3476名市民对中央惠港利民政策执行情况的反映，以及对出台新政策的建议，之后将他们接触过的近4000名民众的反馈意见进行分析后，编制了一份含500个待办事项的清单递交给特区政府。

## 职能
根据《国务院关于更改新华通讯社香港分社、澳门分社名称问题的通知》（国函〔2000〕5号）等相关规定，香港中联办承担下列职能：
1. 联系外交部驻香港特别行政区特派员公署和中国人民解放军驻香港部队。
2. 联系并协助内地有关部门管理在香港的中资机构。
3. 促进香港与内地之间的经济、教育、科学、文化、体育等领域的交流与合作。联系香港社会各界人士，增进内地与香港之间的交往。反映香港居民对内地的意见。
4. 处理有关涉台事务。
5. 承办中央人民政府交办的其他事项。

## 机构设置
根据有关规定，香港中联办设置下列机构：

### 内设机构
- 办公厅
- 人事部
- 宣传文体部
- 协调部
- 研究部
- 社团联络部
- 社会工作部
- 经济部
- 教育科技部
- 台湾事务部
- 青年工作部
- 法律部
- 机关工作部
- 信息咨询室
- 保安部
- 警务联络部
- 行政财务部
- 信息中心
- 港岛工作部
- 九龙工作部
- 新界工作部
- 北京联络部
- 广东联络部
- 深圳联络部

（中央政府驻港联络办经济部贸易处为中华人民共和国商务部派出机构；警务联络部为中华人民共和国公安部派出机构；警务联络部海关联络组为中华人民共和国海关总署派出机构。）

## 歷任领导
| 新華通訊社香港分社社長 - 乔冠华（1947年5月－1949年） - 黃作梅（1949年－1955年） - 梁威林（1958年－1977年12月） - 王 匡（1978年－1983年，第一社長） - 李菊生（1978年－1983年，第二社長） - 許家屯（1983年－1990年1月） - 周 南（1990年1月－1997年7月） - 姜恩柱（1997年7月－2000年1月） 中央人民政府駐香港特別行政區聯絡辦公室主任 - 姜恩柱（2000年1月－2002年8月） - 高祀仁（2002年8月－2009年5月） - 彭清华（2009年5月－2012年12月） - 张晓明（2012年12月－2017年9月） - 王志民（2017年9月－2020年1月） - 骆惠宁（2020年1月－2023年1月） - 郑雁雄（2023年1月－2025年5月） - 周霁（2025年5月－） 註：自港區國安法實施後，中央人民政府駐香港特別行政區聯絡辦公室主任大都兼任港區國安委的國家安全事務顧問 | 新华通讯社香港分社副社长 - 连贯（1947年6月－1948年11月） - 邵荃麟（1949年5月－8月） - 黄施民（？－？） ...... 中央人民政府駐香港特別行政區聯絡辦公室副主任 ...... - 黃蘭發（2008年11月－2018年11月，分管內部組織人事工作、人事部） - 空缺（？年－，分管意識形態、統戰、社團及商會聯絡工作、台灣事務部） - 楊建平（2012年－2021年7月，分管內部財務工作） - 空缺（？年－，分管社區聯繫、協調部、社會工作部） - 楊健（2013年5月－2020年4月，分管宣傳文體部） - 仇鸿（2014年8月－2021年7月，分管婦女事務、内地在港企业、經濟部） - 陈冬（2017年2月－2023年7月） - 谭铁牛（2016年12月－2022年9月，分管婦女事務、内地在港企业、經濟部） - 何靖（2017年8月－2024年12月） - 卢新宁（2019年3月－2024年8月） - 尹宗華（2021年3月－） - 罗永纲（2021年7月－） - 刘光源（2023年7月－） - 祁斌（2024年11月－） 中央人民政府駐香港特別行政區聯絡辦公室秘書長 ...... - 许东（2012年12月－2018年2月，兼人事部部長、分管辦公廳） - 文宏武（2018年2月－2021年2月） - 王松苗（2021年2月－） 中央人民政府駐香港特別行政區聯絡辦公室副秘書長 ...... - 王安平（？年－？年） - 施紀明（？年－？年，兼深圳培訓調研中心主任） |

## 標誌
中聯辦的標誌以紅、黃2種顏色的飄帶跟中聯辦大樓的外型結合形造出一個「中」字，以表示中聯辦；大樓上的5條豎線象徵著中央政府賦予中聯辦的5項職能；雙色飄帶一方面表示中華人民共和國在香港實行「一國兩制」，另一方面包含融合、交流等意義，既有區別又密不可分；大樓的底座之拱形橋樑象徵著中聯辦本身所擔當的溝通橋樑角色；外部的圓圈則表現出莊嚴和團結的意味。「LOCPG」字樣則為中聯辦的英文名稱「Liaison Office of the Central People's Government」之縮寫。

## 參與香港政治
自香港主權移交后，中聯辦一直對香港內部事務作出不同形式的干預，其中包括香港各級選舉、立法會內部運作及投票意向等。但根據《基本法》第22條，「中央人民政府所屬各部門、各省、自治區、直轄市均不得干預香港特別行政區根據本法自行管理的事務。」。
就基本法第22條的規定，中聯辦於2020年4月自稱代表“中央人民政府本身”而非“中央人民政府各部门”，认为不受《基本法》第22條約束，但說法和特區政府提交立法會的文件，以及不少法律學者對有關條例的詮釋均不相符。該聲稱亦引起中聯辦在港物業應否獲豁免印花稅的爭議。

### 在港物業

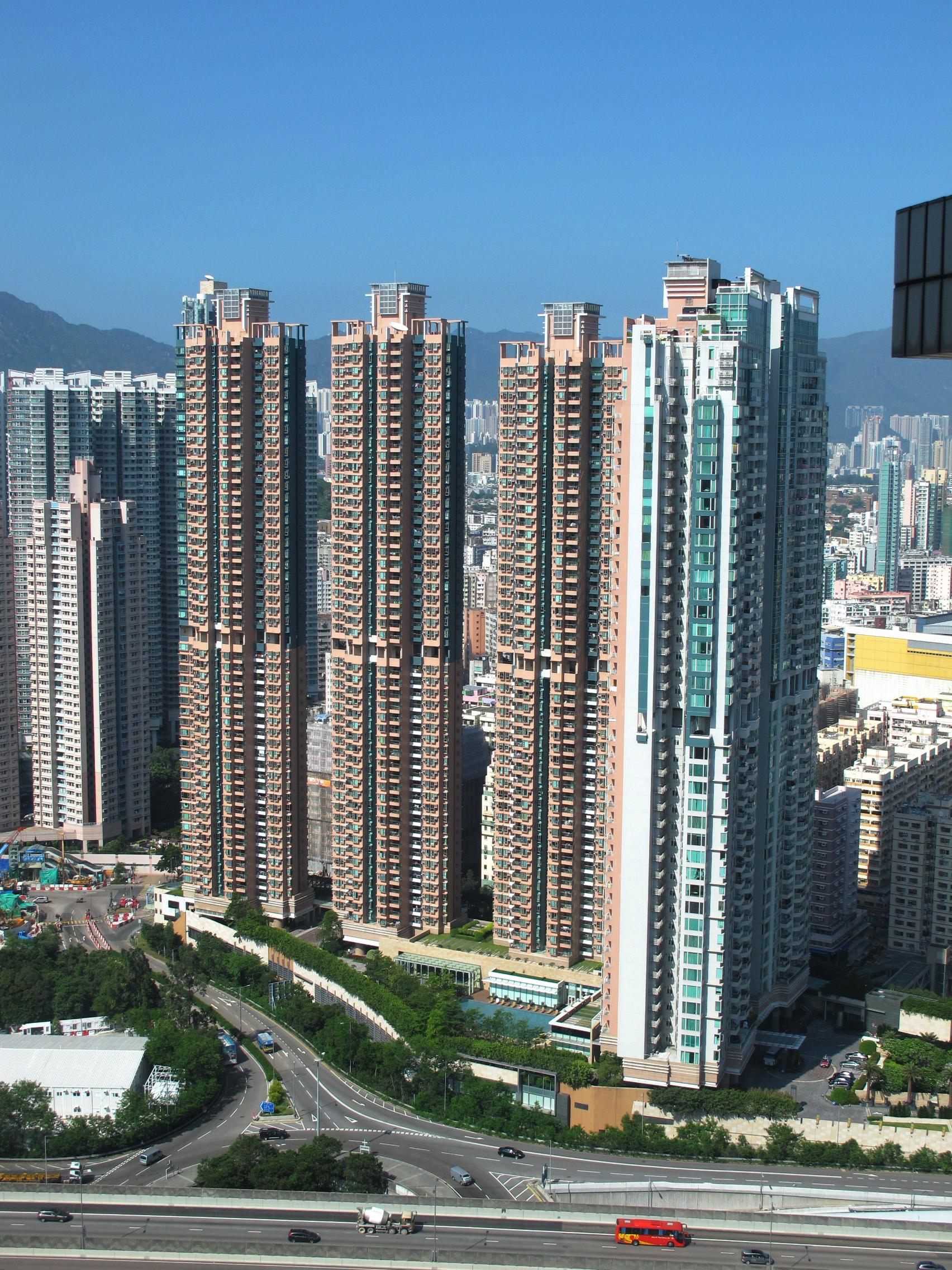
大角咀君匯港

中聯辦在香港持有大量物業，其中立場新聞於2020年7月估計，有關物業總值近34億但不須繳付印花稅，引發社會關注。

### 引用
1. ↑  莊恭南, 翟睿敏, 鄭翠碧. . 香港01. 2019-05-17  [2022-04-11]. （原始内容存档于2021-05-08） （中文（香港））.
2. ↑  葉茂之, 劉子威. . 明鏡出版社.
3. ↑  . 香港01. 2019-07-21.
4. ↑  . 香港商報. 2019-07-22.
5. ↑  . 橙新聞. 2019-07-22.
6. ↑  . 橙新聞. 2019-07-22.
7. ↑  . 文匯報. 2019-07-22.
8. ↑  . 無綫新聞. 2019-07-22.
9. ↑  邢斯馨. . CCTV.   [2021-02-13]. （原始内容存档于2021-08-06）.
10. ↑  . 新华网.   [2021-02-13]. （原始内容存档于2020-08-10）.
11. ↑  . 光明网.   [2021-02-13]. （原始内容存档于2020-06-24）.
12. ↑  . 联合早报.   [2021-10-13]. （原始内容存档于2021-10-29）.
13. ↑  . 联合早报.   [2021-10-13]. （原始内容存档于2021-11-02）.
14. ↑  中央人民政府驻香港特别行政区联络办公室. . 中央人民政府驻香港特别行政区联络办公室门户网站. 香港.   [2018-10-03]. （原始内容存档于2020-11-02） （中文（中国大陆））.
15. ↑  中央人民政府驻香港特别行政区联络办公室. . 中央人民政府驻香港特别行政区联络办公室门户网站. 香港.   [2018-10-03]. （原始内容存档于2018-09-12） （中文（中国大陆））.
16. ↑  .   [2015-03-07]. （原始内容存档于2015-03-20）.
17. ↑  . 文匯網. 2013-06-17  [2017-10-23]. （原始内容存档于2016-03-04）.
18. ↑  . 眾新聞.   [2017-10-23]. （原始内容存档于2019-02-03） （中文（香港））.
19. ↑  .   [2020-04-22]. （原始内容存档于2020-04-23）.
20. ↑  陳文敏. .   [2020-04-22]. （原始内容存档于2020-04-21）.
21. ↑  .   [2020-04-22]. （原始内容存档于2020-04-21）.
22. ↑  .   [2020-07-21]. （原始内容存档于2020-07-21）.